# Sohlman
Sohlman är en svensk släkt från Närke.
Som stamfader för släkten räknas bruksbyggmästaren Magnus Sohlman (1730–1798), som var verksam vid Skogaholms bruk. Dennes sonsons son var politikern och publicisten August Sohlman (1824–1874) som var redaktör vid Aftonbladet och liberal skandinavist. Hans söner var publicisten Harald Sohlman (1858–1927) som bland annat utgav 3:e upplagan av Nordisk Familjebok, bokförläggaren Arvid Sohlman (1866–1949), likaså medverkande i utgivningen av NF samt vd vid Aftonbladet, och sprängämnesteknikern Ragnar Sohlman (1870–1948) som var vd vid, och mycket betydelsefull i bildandet av, Nobelstiftelsen.
Ragnar Sohlmans söner antog tillnamnet R:son efter fadern. Dessa söner var den berömde Moskvaambassadören Rolf R:son Sohlman och industrimannen Sverre R:son Sohlman. Till släkten hör även Michael Sohlman, Ragnar Sohlmans sonson och tillika vd vid Nobelstiftelsen, samt Rolf Sohlman, manusförfattare och företagare inom underhållningsindustrin. 

## Släktträd (urval)
- August Sohlman (1824–1874), tidningsman och politiker
  - Signe Sohlman (1854–1878), målare, tecknare och textilkonstnär
  - Harald Sohlman (1858–1927), publicist
  - Nanna Bendixson, född f Sohlman (1860-1923), målare, gift med Artur Bendixson (1859–1938)), pedagog och författare
  - Arvid Sohlman (1866–1949), bokförläggare
  - Ragnar Sohlman (1870–1948), kemist, direktör, grundare av Nobelstiftelsen
    - Rolf R:son Sohlman (1900–1967), diplomat
      - Ragnar Sohlman den yngre (1931–2007), jurist och ämbetsman, gift 1953–1960 med Karin Falck (född 1932), regissör, programledare, TV-producent
        - Rolf Sohlman (född 1954), skådespelare, regissör och producent
        - Anna Sohlman (född 1957), filmproducent och regissör

      - Staffan Sohlman (1937–2017), diplomat
      - Michael Sohlman (född 1944), ämbetsman och politiker

    - Sverre R:son Sohlman (1902–1988), företagsledare
    - Astrid Sohlman-Nyblom (1905–1990), textilkonstnär, gift med Peder Nyblom (1902–1981), inredningsarkitekt